# Masters du Canada de snooker
Le Masters du Canada (Canadian Masters en anglais) était un tournoi de snooker professionnel.

## Historique
La seule édition comptant pour le classement, l'édition de 1988, est remportée par Jimmy White qui bat Steve Davis en finale. Le tournoi est supprimé l'année suivante.

## Palmarès
| Année                          | Gagnant                     | Finaliste                   | Score                       | Saison                      |
| Open du Canada (non classé)    | Open du Canada (non classé) | Open du Canada (non classé) | Open du Canada (non classé) | Open du Canada (non classé) |
| ------------------------------ | --------------------------- | --------------------------- | --------------------------- | --------------------------- |
| 1974                           | Cliff Thorburn              | Dennis Taylor               | 8–6                         | 1974-1975                   |
| 1975                           | Alex Higgins                | John Pulman                 | 15–7                        | 1975-1976                   |
| 1976                           | John Spencer                | Alex Higgins                | 17–9                        | 1976-1977                   |
| 1977                           | Alex Higgins (2)            | John Spencer                | 17–14                       | 1977-1978                   |
| 1978                           | Cliff Thorburn (2)          | Tony Meo                    | 17–15                       | 1978-1979                   |
| 1979                           | Cliff Thorburn (3)          | Terry Griffiths             | 17–16                       | 1979-1980                   |
| 1980                           | Cliff Thorburn (4)          | Terry Griffiths             | 17–10                       | 1980-1981                   |
| Masters du Canada (non classé) |                             |                             |                             |                             |
| 1985                           | Dennis Taylor               | Steve Davis                 | 9–5                         | 1985-1986                   |
| 1986                           | Steve Davis                 | Willie Thorne               | 9–3                         | 1986-1987                   |
| 1987                           | Dennis Taylor (2)           | Jimmy White                 | 9–7                         | 1987-1988                   |
| Masters du Canada (classé)     |                             |                             |                             |                             |
| 1988                           | Jimmy White                 | Steve Davis                 | 9–4                         | 1988-1989                   |

## Bilan par pays
| Pays            | Joueurs | Total | Premier titre | Dernier titre |
| --------------- | ------- | ----- | ------------- | ------------- |
| Canada          | 1       | 4     | 1974          | 1980          |
| Irlande du Nord | 2       | 4     | 1975          | 1987          |
| Angleterre      | 3       | 3     | 1976          | 1988          |